# Instituto IDEAIS
O Instituto IDEAIS é uma organização não governamental, que se propõe a promoção da saúde, fundamentada nos conhecimentos da sabedoria tradicional, buscando uma linguagem apropriada aos dias atuais para transmitir estes conhecimentos.

## Atividades

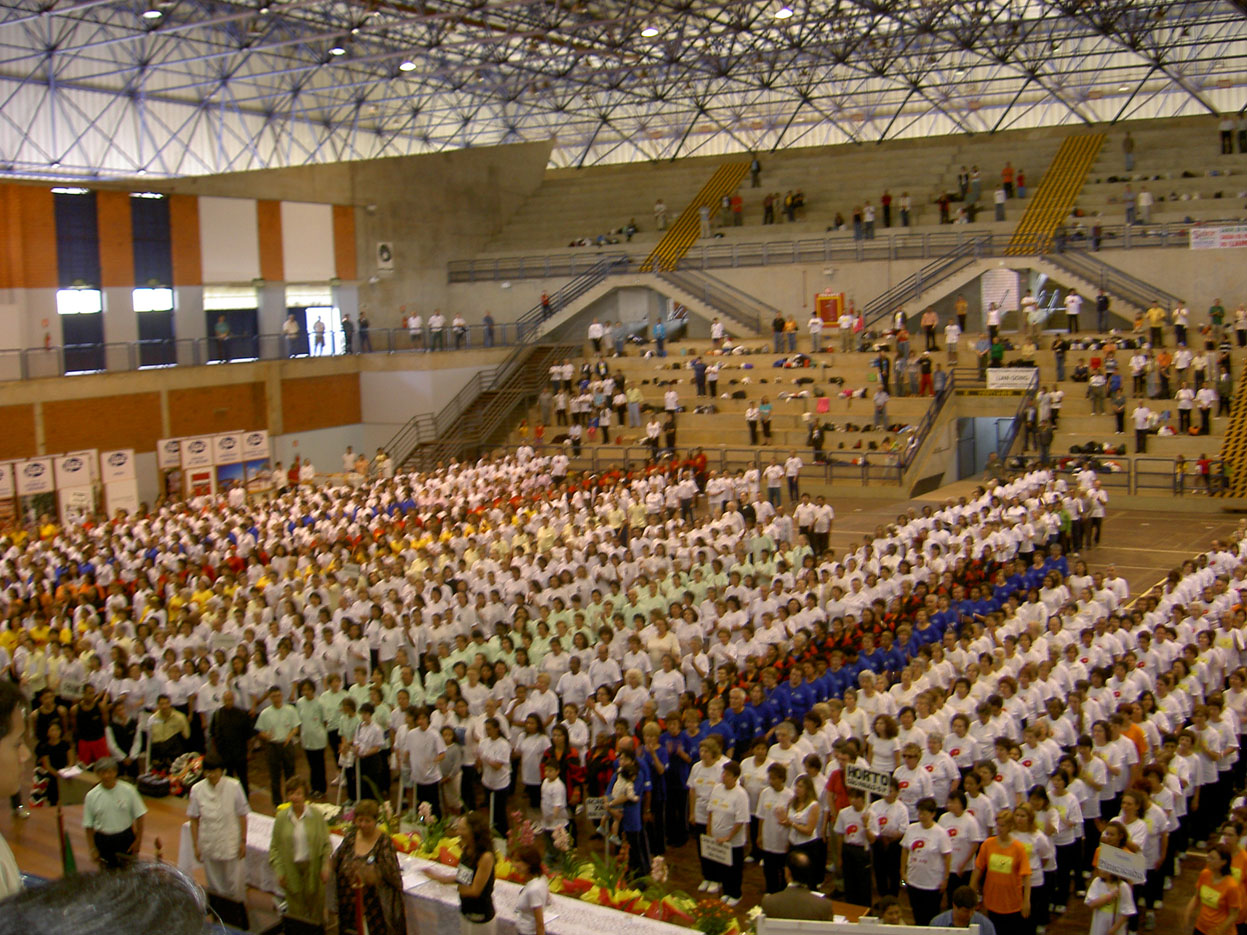
III Encontro Nacional de Lian Gong em 18 Terapias, no Ginásio do Centro de Convenções da UNICAMP

Cursos, palestras, encontros, programas e projetos relacionados à proposta da ONG.
Entre as práticas orientais para a saúde, o Lian Gong em 18 Terapias tem sido foco das atividades do IDEAIS, especialmente com a realização do III e IV Encontros Nacionais de Lian Gong e do I Colóquio Brasil China sobre Exercícios da Medicina Tradicional Chinesa.
O Ministério da Saúde (Brasil) incluiu o Lian Gong em 18 Terapias entre as práticas da MTC a serem oferecidas à população pelo SUS, através da Portaria 971 de 4 de maio de 2006.
Como um serviço de utilidade pública, o Instituto IDEAIS mantem em seu site uma relação dos locais de práticas abertas e gratuitas dos exercícios de Lian Gong, em 12 Estados e 55 cidades do Brasil.
O Instituto tem realizado parcerias com prefeituras, como as de Valinhos, Rio Claro, Serra Negra etc., com entidades como o Parque Ecológico Monsenhor Emílio José Salim de Campinas e Universidade Estadual de Campinas (UNICAMP), tendo em vista a realização de suas atividades.